# چهارطاقی زاغ
چهار طاقی زاغ مربوط به دوران‌های تاریخی پس از اسلام است و در شهرستان جهرم، بخش سیمکان، روستای زاغ واقع شده و این اثر در تاریخ ۱۲ بهمن ۱۳۸۱ با شمارهٔ ثبت ۷۲۰۳ به‌عنوان یکی از آثار ملی ایران به ثبت رسیده‌است.